# Жук-олень
Жук-о́лень, або рогач звичайний (Lucanus cervus) — вид жуків роду Рогач (Lucanus) з родини рогачевих (Lucanidae), найвідоміший її представник.
Він є найбільшим з твердокрилих фауни України, досягаючи, разом з «рогами», 7,5 см завдовжки. Живе в дуплах старих та мертвих дерев в лісах та лісопосадках. Лісове господарство, зменшуючи кількість старих та мертвих дерев в лісах, знищує також житла цих комах, як і багатьох інших ксилобіонтів. Колись жук-олень був звичайним видом по всій Європі, тепер же його популяція постійно зменшується. Вид належить до тих, яким загрожує вимирання, в Україні його внесено до Червоної книги.

## Будова тіла

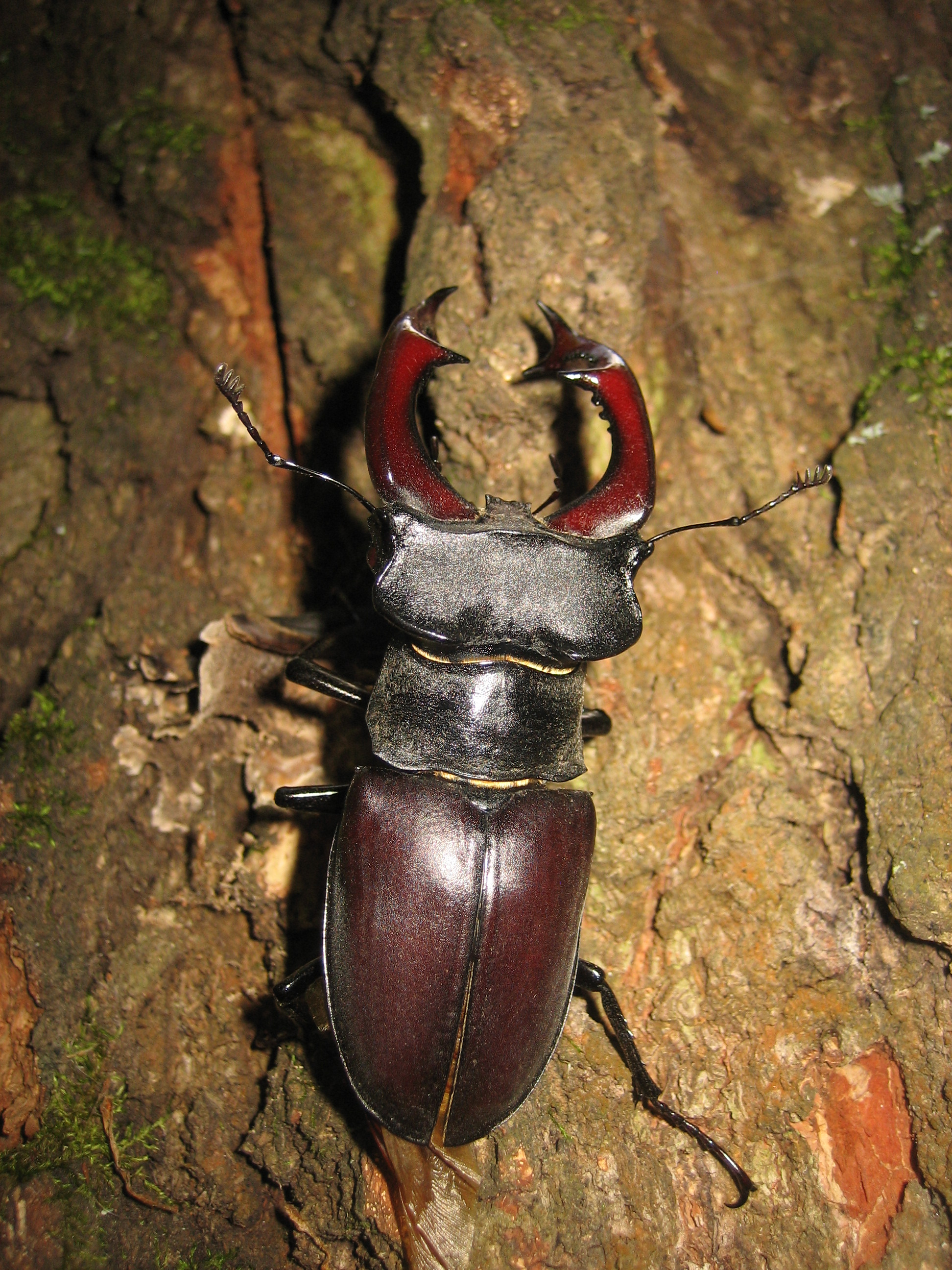
Lucanus cervus (м. Харків, Лісопарк, ботанічна пам'ятка місцевого значення «Сокольники-Помірки»)

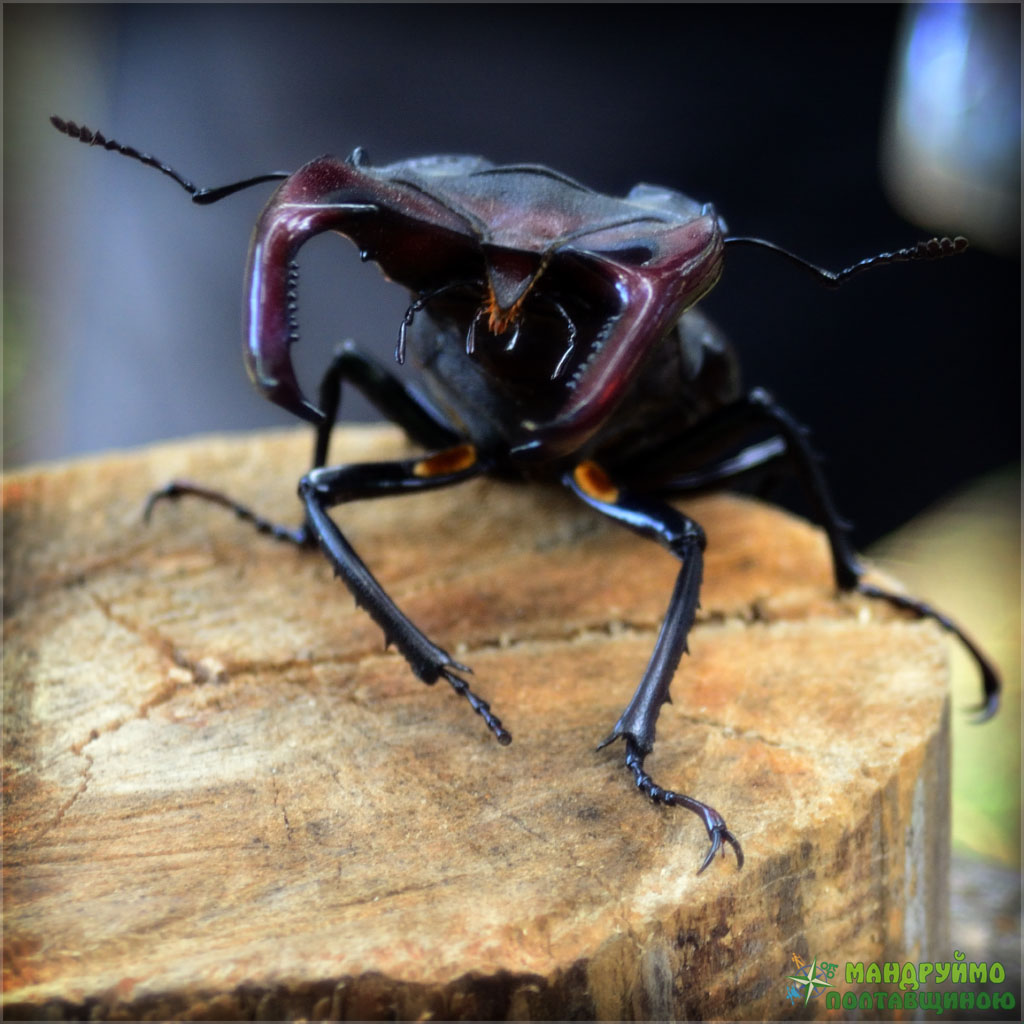
Жук у Полтавському дендропарку

Тіло жука-оленя складається з голови, грудей і черевця. Сегменти голови зливаються в єдину головну капсулу. На передньому кінці голови містяться рот, по боках розташовані два великих складних фасеткових ока, а між ними — три дрібних простих вічка.
На голові є 4 пари придатків, які утворилися внаслідок еволюційних перетворень кінцівок. Перша пара придатків — вусики, які прикріплюються до верхньої частини голови. Вони складаються з багатьох члеників.
Решта придатків формують ротовий апарат складної будови. Він представлений верхньою і нижньою губами, а також верхньою і нижньою щелепами. Ротовий апарат призначений для захоплювання, утримування й подрібнювання їжі.
Величезні роги жука-оленя — це дуже розвинені верхні щелепи. У самки верхні щелепи зовсім маленькі не схожі на роги. Ротовий апарат жука-оленя, який живиться твердою рослинною їжею, називають гризучим.
Груди жука-оленя складаються з трьох сегментів: передньо-, середньо-, та задньогруди. На кожному з сегментів розміщено по парі ніг. Ноги жука утворені кількома члениками і закінчуються гострими кігтиками, які допомагають йому лазити по стовбурах дерев.
До грудей жука-оленя прикріплюються дві пари крил. Передні крила вкриті щільною кутикулою. Їх називають надкрилами. Вони призначені не для польоту, а для захисту тіла від ушкоджень. Задні крила тонкі і прозорі, розміщуються на задньогрудях. За їх допомогою жук літає. Крило складається з двох шарів, між якими утворюється щілина — продовження порожнини тіла. У крилі проходять нерви і дихальні трубки, розташування яких можна визначити за його жилками. Черевце жука-оленя складається з семи сегментів. У ньому містяться внутрішні органи.
Самці та самиці відрізняються за розмірами мандибул, що дозволяє дуже легко їх розрізняти.
Нестандартна зовнішність жука-оленя зробила його улюбленим об'єктом для зображення на поштових марках.

### Порівняння зі схожими видами
Схожий на самку жука-оленя невеликого розміру рогач малий (Dorcus parallelopipedus). Останній вирізняється меншою величиною: дуже плоским тілом завдовжки 16-32 мм матово-чорного кольору, великою головою, а також грудьми, які ширші за голову. Також вид характеризується 4-члениковою булавою вусиків, слаборозвиненими мандибулами, які у самця майже такої самої величини, як у самки. Зовнішній край гомілки задніх ніг з 1 шипом, а не з трьома, як у жука-оленя. Рогач малий зазвичай зустрічається повсюдно в зоні широколистяних лісів на території Європи, Північно-Західної Африки, на Кавказ, в Крим та Західній Азії.
На території Іспанії та Португалії жука-оленя можна сплутати з близькоспорідненим видом, ендеміком Піренейського півострова та північного Марокко — Lucanus barbarossa . Він характеризується 6-члениковою булавою вусиків, тоді як булава вусиків жука-оленя на ділянках, що перетинаються ареалами обох видів, є 4-члениковою. Відрізняється також забарвлення Lucanus barbarossa: жук смоляно-чорний, з червонувато-коричневими мандибулами, але іноді весь жук може бути забарвлений у темно-коричневий або смоляно-чорний колір.
На півдні Італії і в Провансі на південному сході Франції жука-оленя можна сплутати з іншим близькоспорідненим видом — Lucanus tetraodon . Самці цього виду вирізняються 5-члениковою булавою вусиків, тоді як булава вусиків жука-оленя на ділянках, що перетинаються ареалами обох видів, є 4-члениковою.

У цих регіонах самок видів Lucanus tetraodon та Lucanus barbarossa часто помилково відносять до виду «жук-олень» ([Lucanus cervus]), тому що вони досить сильно схожі між собою.

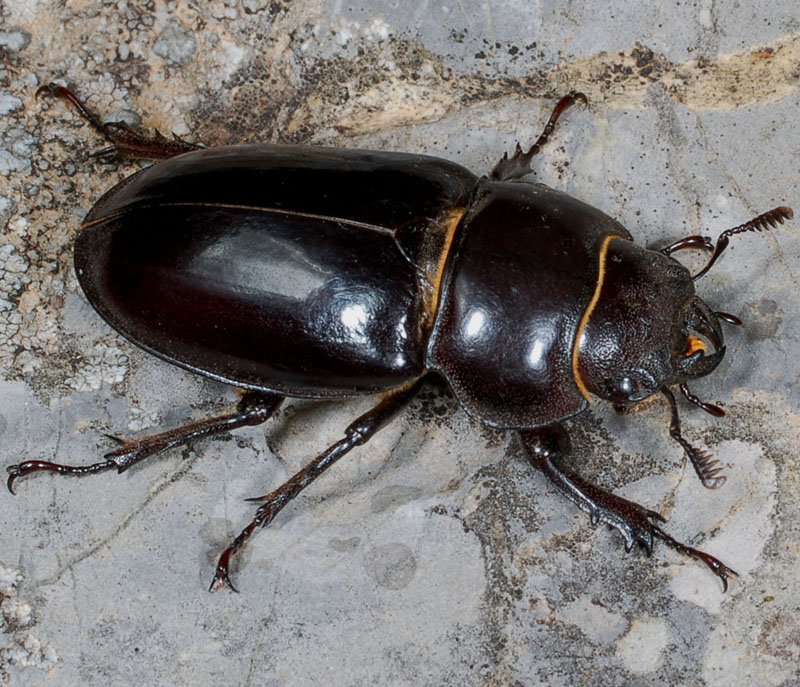
Самка Lucanus barbarossa'
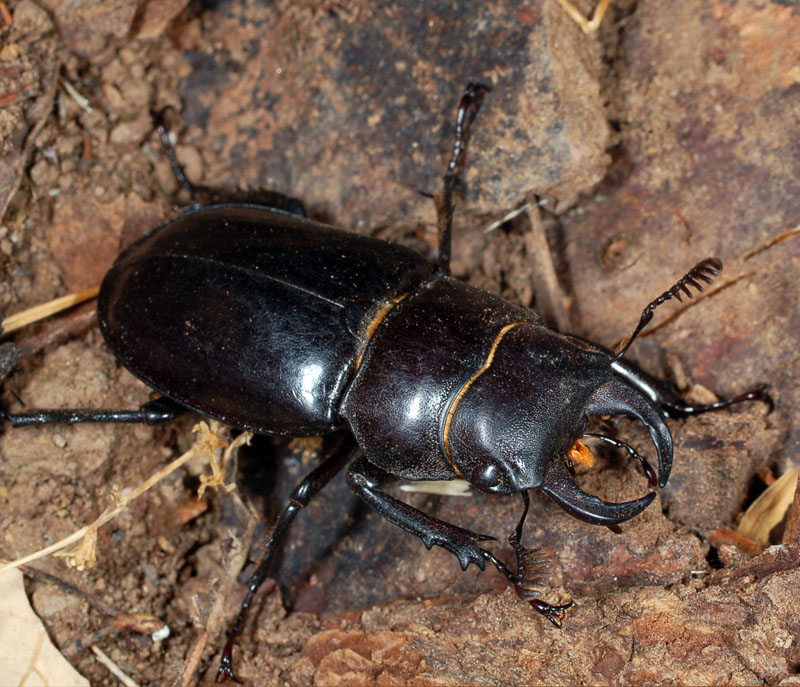
Самець Lucanus barbarossa'
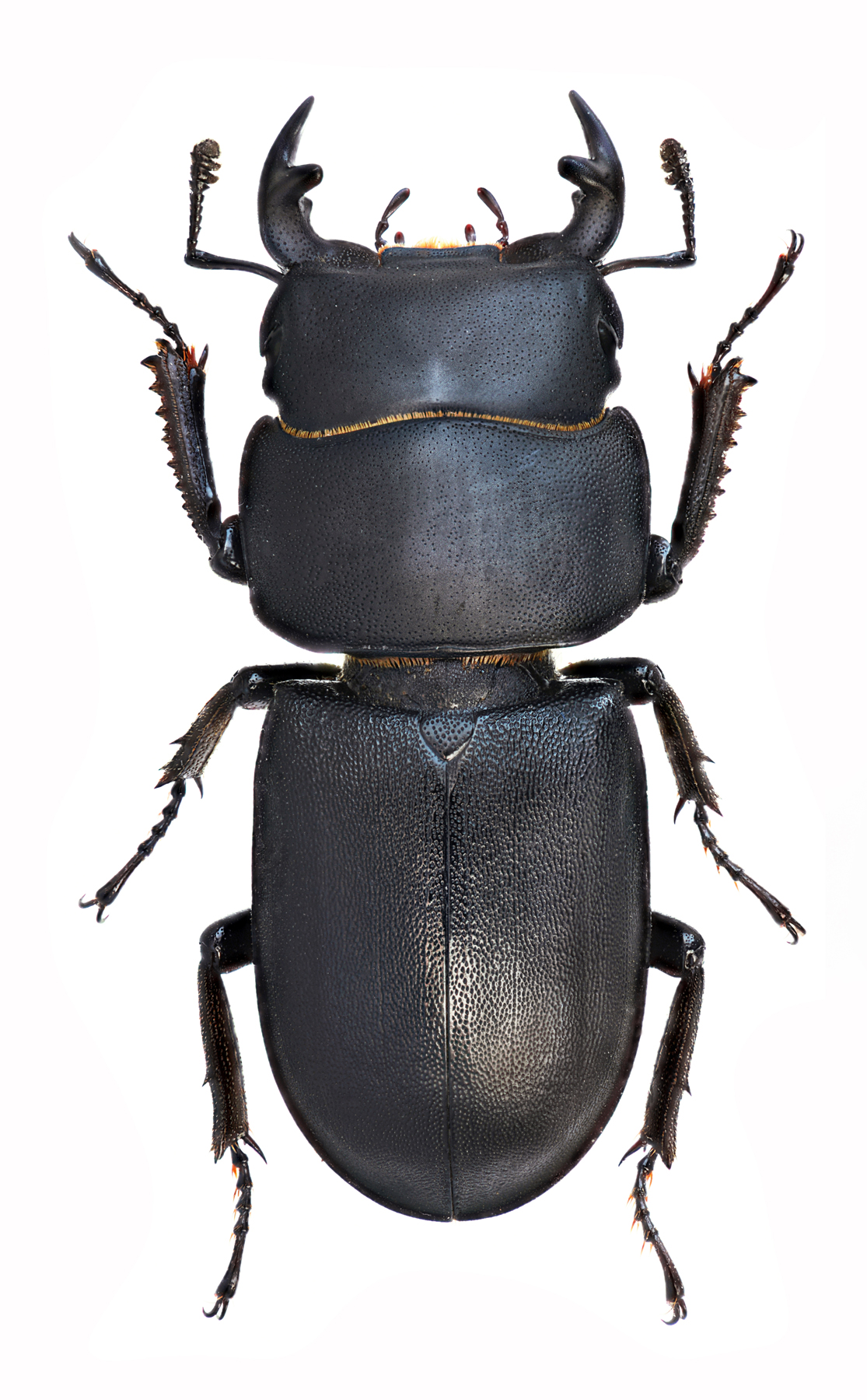
Рогач малий ('Dorcus parallelipipedus). Самець
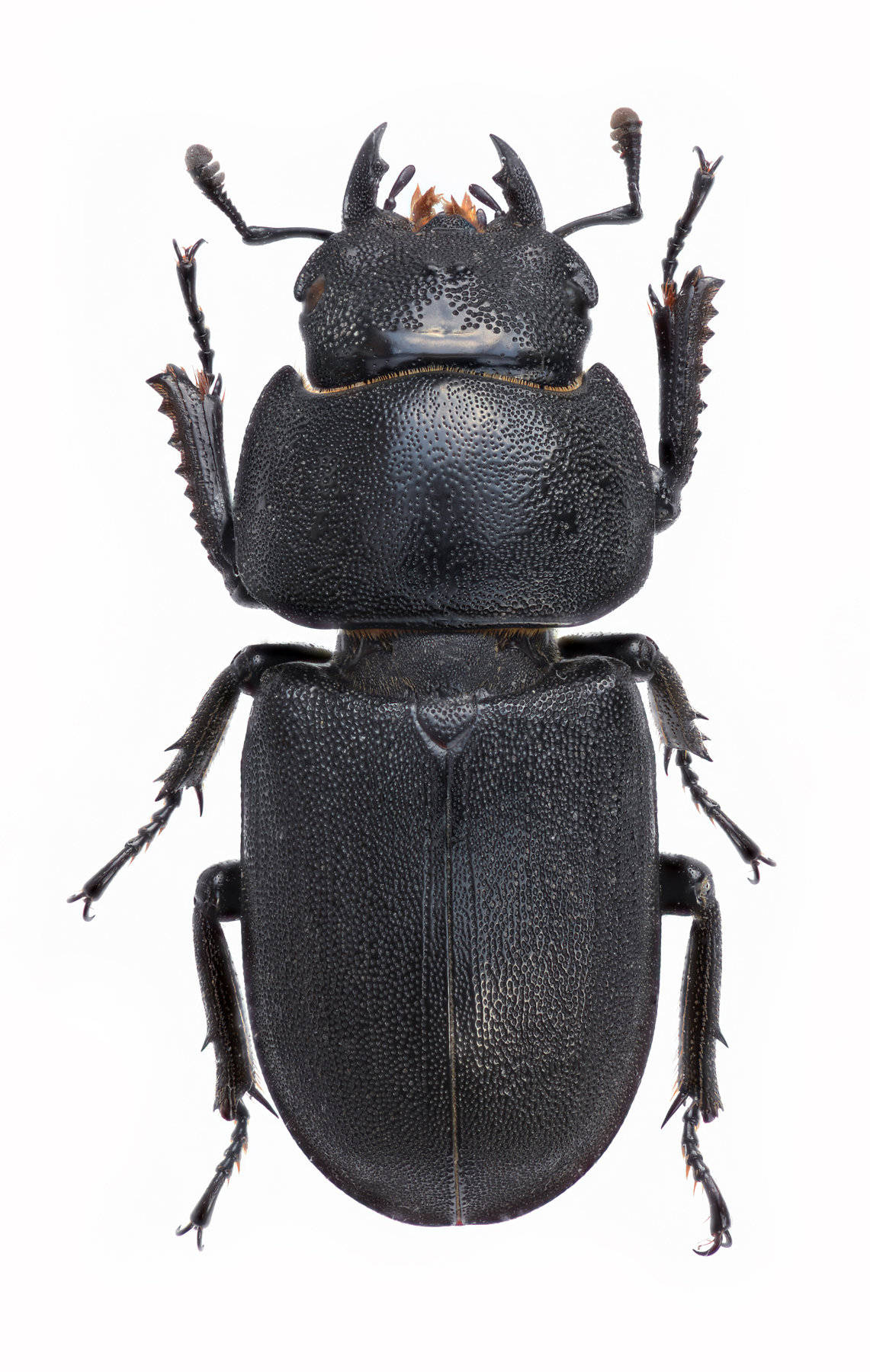
Рогач малий ('Dorcus parallelipipedus). Самка

## Етимологія назви та систематика
Пліній згадує жуків-оленів у своїй «Природничій історії», називаючи їх 'Lucanus', що означає «той, що мешкає в Луканії» — області в північній Етрурії, що розташована на північному сході від м. Піза, де їх використовували як амулети. Згодом цю назву було дано всьому роду жуків, до якого належить цей вид. У 1758 рік у Карл Лінней описав цей вид у своїй праці «Systema naturæ», давши йому видовий латинський епітет «cervus», що означає «олень».
Жук-олень є представником голарктичного роду Lucanus (Scopoli, 1763), який налічує близько 50 видів, що поширені на території Європа, Південно-Східна Азія та Північної Америки. Більшість видів роду зосереджено в Азії. Даний рід включає в себе великих жуків чорного, бурого, коричневого кольорів з подовженим сплощеним тілом. Самці всіх видів відрізняються сильно збільшеними мандибулами (виражений статевий диморфізм). Жук-олень є єдиним представником роду на території України та Білорусі.

## Поширення
Західнопалеарктичний суббореальний вид. Жуки-олені поширені в Європі, Передній Азії, Туреччині, Ірані і на крайньому північному заході Казахстану, а також, можливо, в Північній Африці.
У Європа ареал виду простягається на північ до Швеції, на південь до південної Франції і Балканського півострова. Ареал включає також Латвію, Білорусь, Україну, Молдавію, Росію, західну та центральну частини Грузії. Ареал на сході сягає пойми річки Урал на території Казахстану. Вид вимер на території Данії, Естонії, Литви, а також на більшій частині території Великобританії.
У Криму він поширений в основному в гірничо-лісовій частині півострова, проте долиною Салгира проник у степ, де виявлено в лісопарку біля села П'ятихатки Красногвардійського району.
В Україні вид трапляється в окремих місцях майже по всій території, переважно в північних, центральних і східних частинах країни. Нерідкісний на території Харківської та Чернігівської областей.
У Білорусії вид трапляється переважно в дібровах Полісся. У центральній та північній частинах країни знахідки жука є рідкісними та поодинокими. Відзначений у Біловезькій пущі.
На території Казахстана вид мешкає в дібровах і широколистяних лісах у долині річки Урал, але також проникає в лісостеп.
Поширення цього виду жуків пов'язане не стільки з географічними регіонами та кліматичними зонами, скільки зі специфічними біотопами, які є типовим місцем його проживання. Є мезофільним видом. Жук-олень прив*язаний до старих широколистяних лісів. Віддає перевагу широколистяним лісам в ділянці дубового поясу, також може зустрічатися в старих парках, у змішаних лісах з домішками дуба. Заселяє як рівнинні, так і гірські ділянки (зокрема, на Кавказі), але зазвичай не піднімається в горах вище 800—900 м н. р. м..
У викопному стані відомий з пліоцену в Німеччині.

## Біологія виду

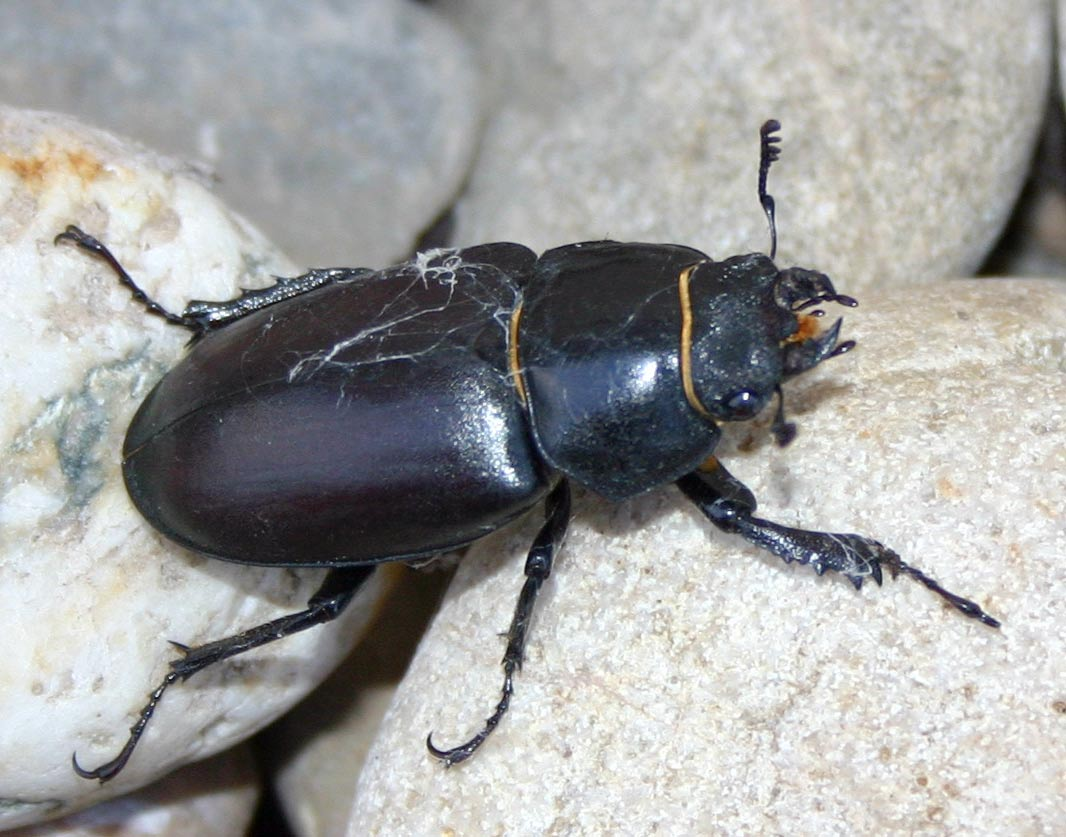
Самиця Lucanus cervus має набагато менші мандибули, ніж самець

Імаго з'являються в травні, літають до початку серпня, переважно ввечері. Вони не їдять, лише п'ють інколи сік, що витікає з поранень на стовбурах дерев. Самки відкладають яйця на гниючу деревину.

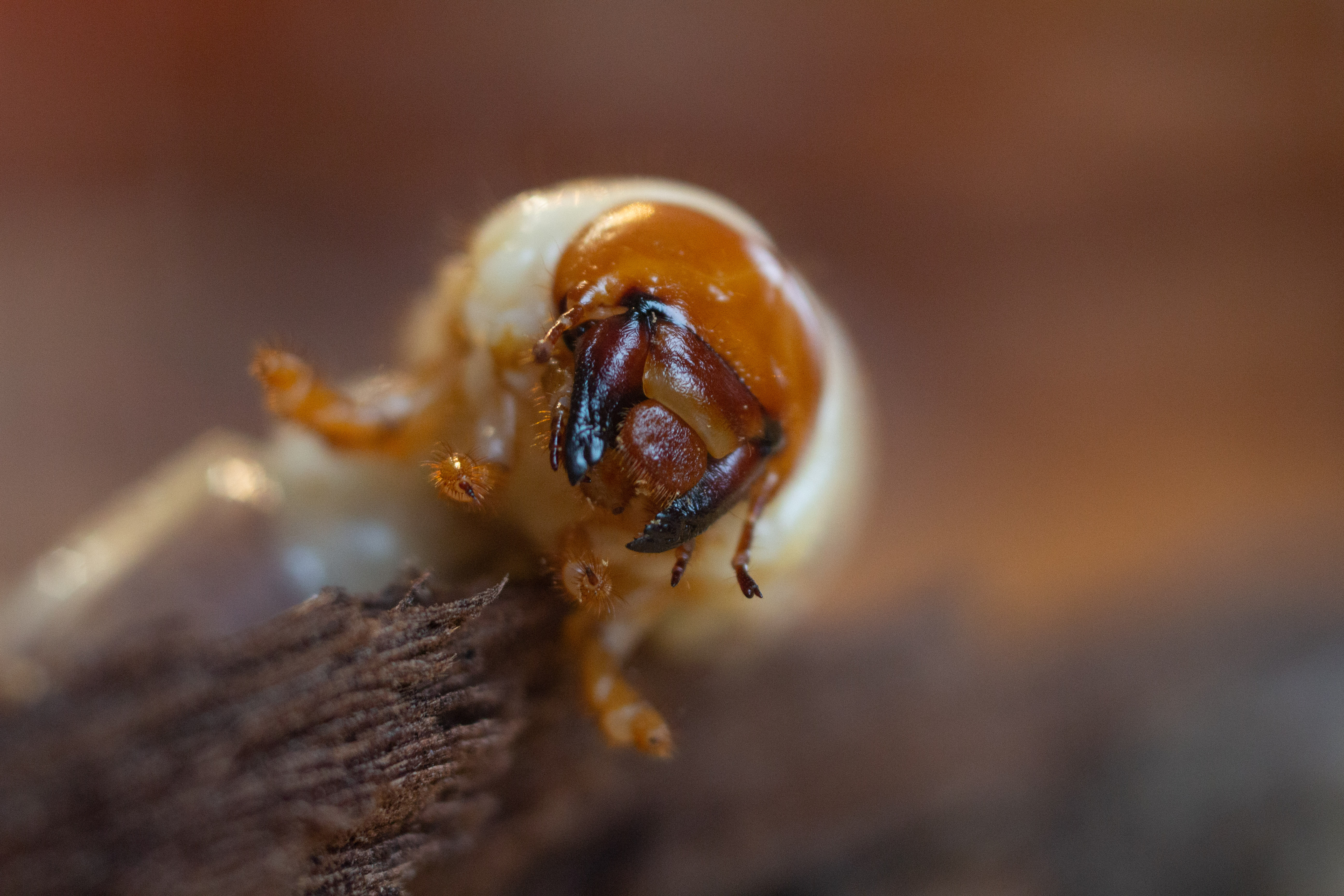
Личинка жука-оленя, Україна

Личинки сліпі, С-подібні. Живляться гниючою деревиною стовбурів дерев. Тіло личинки кремового кольору прозоре з помаранчевими ногами та головою, з двома рядами коричневих цяток. Личинки за допомогою ніг здатні стрекотати з частотою 11 кГц, що, можливо, забезпечує їхню комунікацію між собою. Личинки линяють декілька разів, та перетворюються на лялечку. Тривалість личинкової стадії 4-6 років.

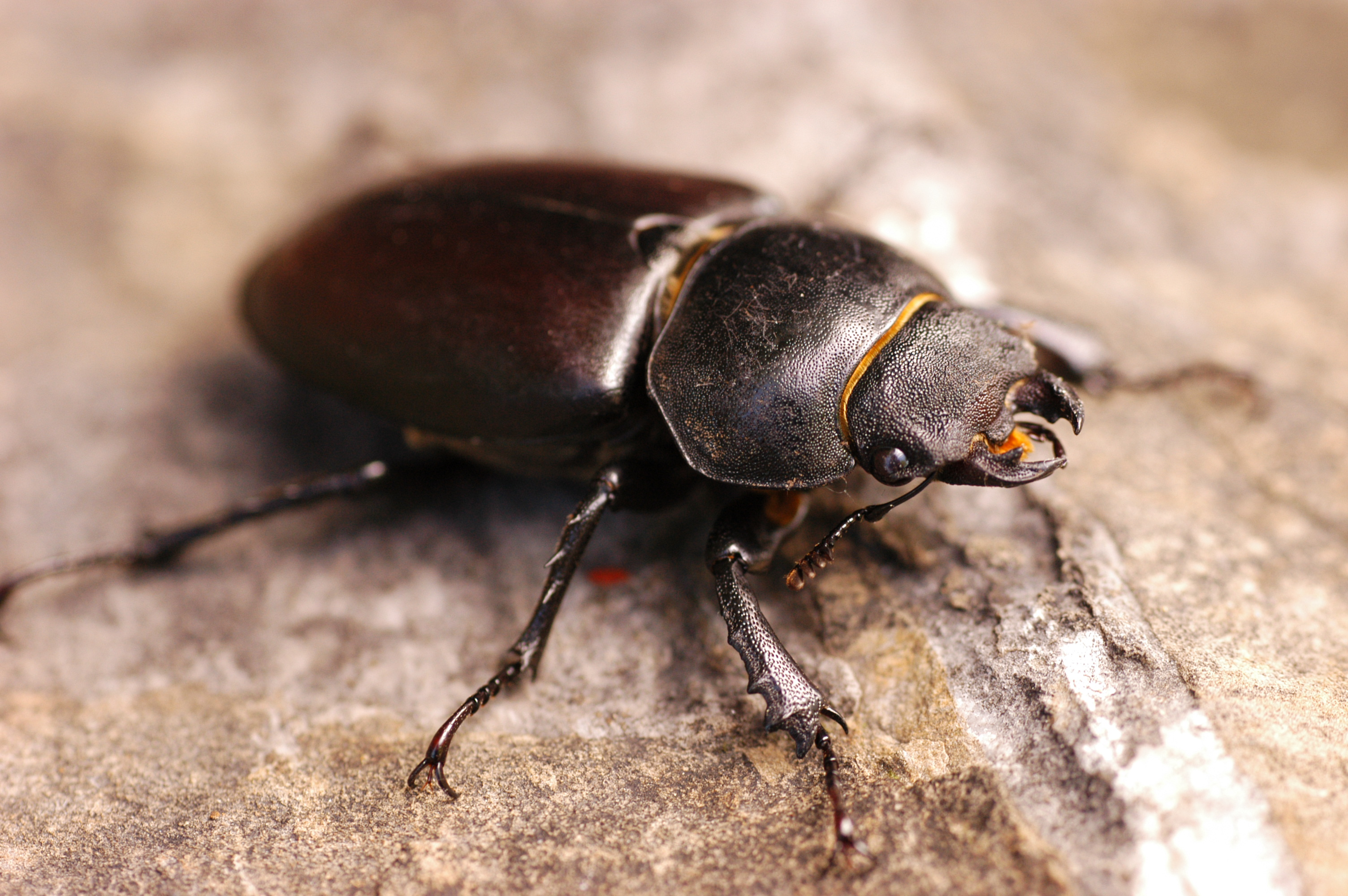
Самка жука-оленя

Час льоту жука-оленя триває з середини-кінця травня до середини липня. Тимчасові рамки льоту можуть незначно змінюватися залежно від погодних умов і ділянки ареалу — на півдні льот жуків починається раніше, а ближче до північних широт — пізніше, наприклад, у Великій Британії імаго часом можна спостерігати в серпні — вересні. Літ відносно розтягнутий і в середньому триває приблизно 3-4 тижні. Самці зустрічаються переважно до першої декади липня. Запліднені самки, які ще не відклали яйця, можуть зустрічатися протягом усього липня, аж до перших чисел серпня.
Добовий час активності виду може варіюватися залежно від регіону: у північній частині ареалу жуки активні переважно в сутінках і відносно мало активні вдень, у той час як на півдні ареалу жуки ведуть переважно денний спосіб життя. У денний час жуки-олені найчастіше перебувають на стовбурах дерев біля ушкоджень з деревним соком, що витікає, який служить їм їжею. Також жуки можуть харчуватися соком з пошкоджених молодих пагонів дерев і чагарників. У дощову і вітряну погоду, при похолоданні неактивні. Літають переважно вдень, а також у теплі вечори і в сутінках. У темряві політ припиняється.

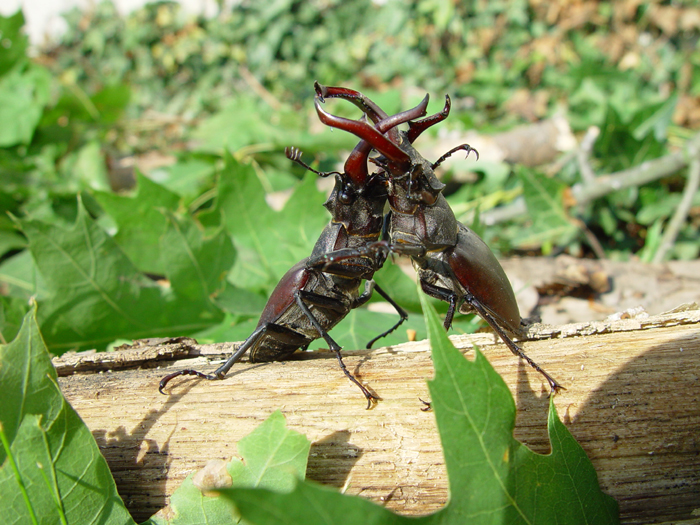
Два самці, що б'ються

Згідно зі спостереженнями, самці мають більшу схильність до польотів, ніж самки. Жуки здійснюють перельоти переважно на короткі дистанції, рідше — на відстані до 3 км. Політ відносно швидкий і керований. Зліт з горизонтальної поверхні дається важко, і не кожен старт буває вдалим. Тому жуки зазвичай злітають зі стовбурів дерев, розвиваючи достатню підйомну силу. Під час польоту самці тримають своє тіло майже вертикально, щоб компенсувати мандибули, що переважують. При температурі повітря нижче +16 °C жуки не літають.
Самці часто агресивні щодо інших самців свого виду: досить часто вступають у бійки між собою за доступ до місць витікання деревного соку або за самок. Такі битви зазвичай відбуваються на стовбурах дерев, коли один самець перебуває вище за іншого. Переможцем найчастіше стає нижній самець. Побачивши супротивника, самці приймають загрозливу позу — піднімають передню частину тіла догори і широко розправляють у сторони вусики. Якщо погрози не діють, самець атакує супротивника. При цьому самці зазвичай високо піднімаються на передніх і середніх ногах («встаючи на диби»), широко розкривають щелепи і кидаються один на одного. Під час таких бійок кожен із суперників намагається підчепити супротивника за кути надкрил своїми мандибулами, підняти його в повітря, а потім скинути вниз. Сила змикання мандибул самців велика — в ході таких сутичок вони можуть проколювати відростками жвал тверді надкрила, а часом і голови суперників, щоправда, такі «поранення» ніяк не позначаються на життєдіяльності жуків. Розвинені мандибули часто використовуються жуками для рішучого захисту від нападників (зокрема й людей).

## Охорона
Вид занесений до Червоної книги України (охоронний статус: рідкісний вид), Бернської конвенції (Додаток ІІІ. Види фауни, що підлягають охороні) та Директиви Європейського Союзу 92/43/ЄС «Про збереження природних оселищ та видів природної фауни і флори» (Додаток II. Види рослин і тварин, що становлять особливий інтерес для Європейського Союзу, збереження яких потребує створення територій особливої охорони. Додаток IV. Види рослин і тварин, що становлять особливий інтерес для Європейського Союзу, які потребують суворих заходів охорони).. 
За повідомленням Чорнобильського Радіаційно-екологічного Біосферного Заповідника, опублікованого у липні 2025 року, в Україні жук-олень опинився під загрозою зникнення. Через знищення мертвої деревини цей рідкісний вид стрімко втрачає середовище існування. Сучасне лісове господарство рідко залишає мертві дерева в лісі, що призводить до знищення середовища існування цього рідкісного виду. Основними резерватами його збереження є природоохоронні території із природною динамікою лісового покриву.